# Musée Soumaya
Le musée Soumaya (Museo Soumaya) est un musée d'art situé dans un quartier ouest de la ville de Mexico (Mexique), à Polanco, lieu d'une ancienne fabrique de papier. Inauguré le mardi 3 mars 2011 et ouvert au public le 28 mars 2011, il appartient à la Fundación Carlos Slim, A.C. et est consacré à la diffusion de la collection de la fondation, ainsi qu'à d'autres collections d'art internationales. Son nom est celui de l’épouse de Carlos Slim, morte en 1999.
Il est ouvert tous les jours et son entrée est gratuite.

## Construction
Un premier musée Soumaya est ouvert en 1994 situé place Loreto, il est toujours un lieu d'exposition.

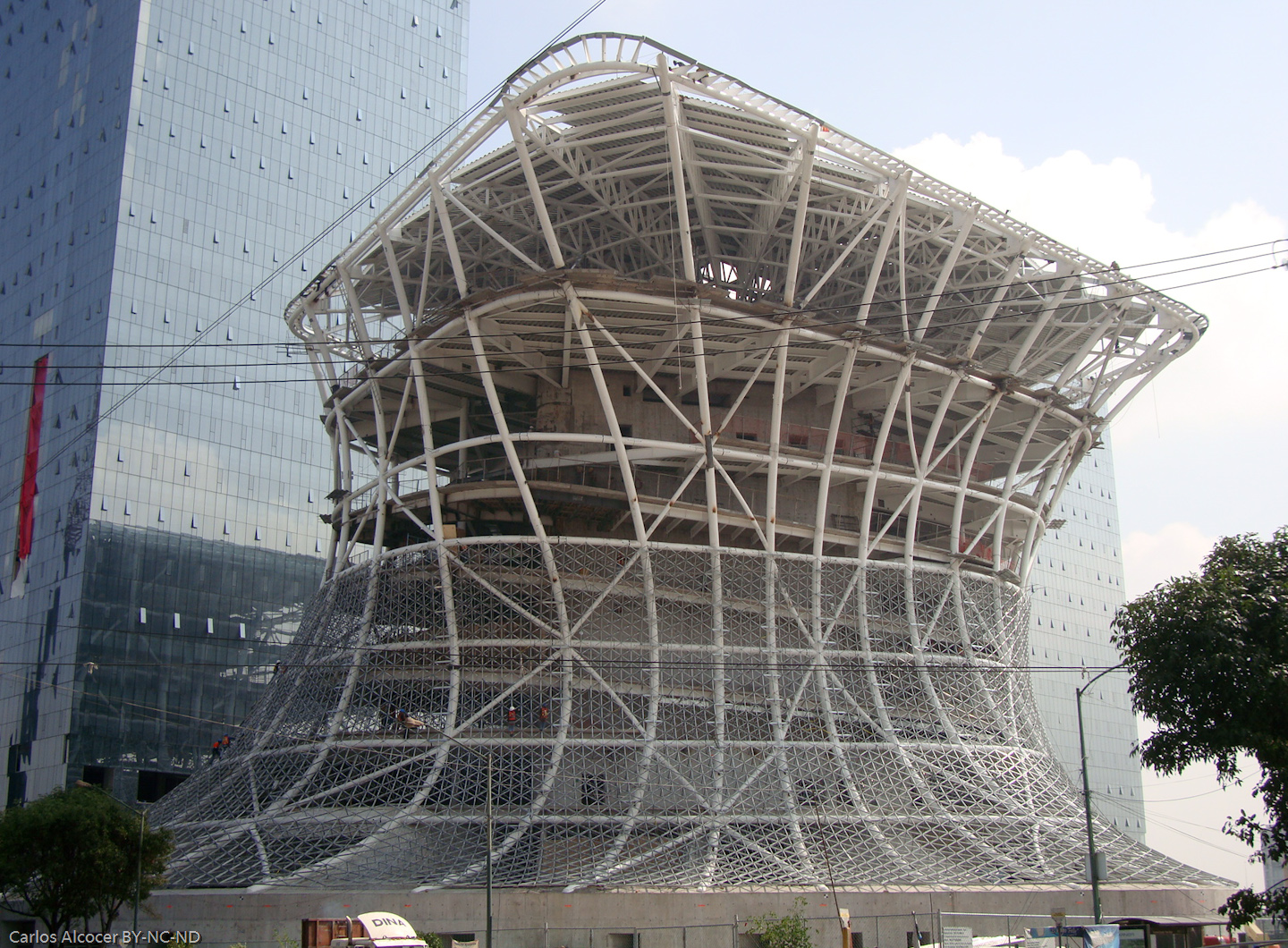
Le musée Soumaya en construction en 2010.

Le nouveau musée place Carso, vaste de 6 000 m2, s'élève sur six étages. Il représente un investissement de plus de 568 millions d'euros — environ 800 millions de dollars américains. Il est l’œuvre de l’architecte mexicain Fernando Romero (es), un gendre de Carlos Slim.
Il est intégré dans un ensemble commercial et de bureaux, avec boutiques, bibliothèque, salle de spectacle de 1 500 places, un hôtel cinq étoiles et une tour en copropriété.

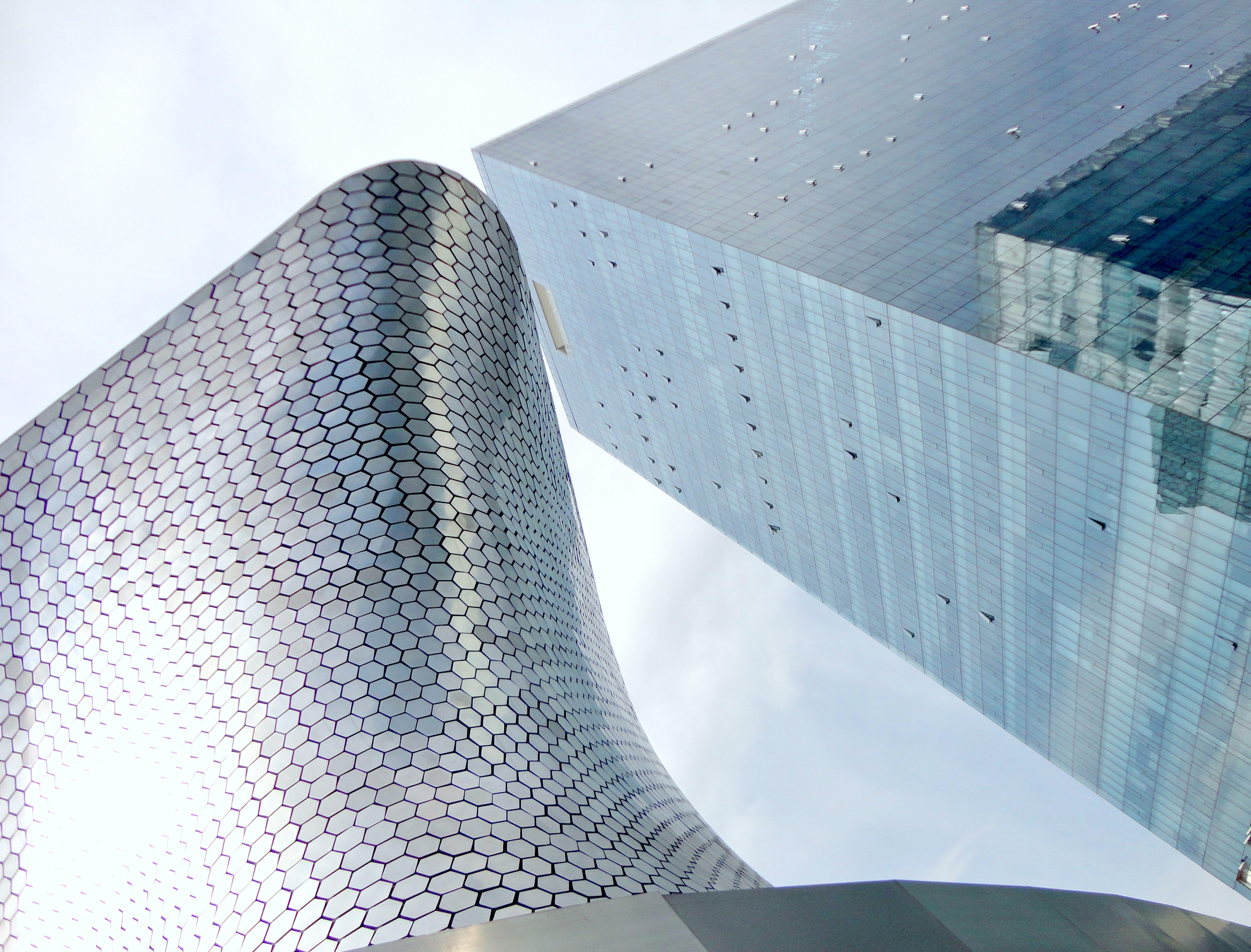
Le musée Soumaya, place Carso à Mexico.

« Le musée en lui-même est inspiré des œuvres de Rodin. La zone d’exposition, de 6 000 m2, est répartie sur six étages. La façade, couverte par 17 000 hexagones, reflète la lumière du soleil. »

## Collection
La collection du musée est variée, avec plus de 64 000 pièces d'art latino-américain. Elle est composée d'œuvres européennes et américaines du XVe au XXe siècle, des écoles italiennes, françaises, allemandes et espagnoles (XVe au XVIIIe siècle), d'art de la Nouvelle-Espagne, d'œuvres impressionnistes et d'art mexicain du XXe siècle comme le travail des peintres mexicains David Alfaro Siqueiros ou Diego Rivera. Le musée expose également des œuvres de Salvador Dalí et de Pablo Picasso. La collection comporte aussi un ensemble de sculptures d'Auguste Rodin, comme la Jeune Mère, la Jeune mère dans la grotte, La Prière, Les Métamorphoses d'Ovide, Psyché regardant l'amour et La Succube, ainsi que de Camille Claudel, comme La Petite Châtelaine, L'Homme à genoux, le Buste d'Auguste Rodin et La Vague.
Mais cette collection manque aussi de cohérence pour certains. Interrogée par Le Monde en 2011, la critique d'art mexicaine, Raquel Tibol (es) estime que « la collection de Slim est très hétéroclite et manque de fil conducteur », tandis que l'historien espagnol Alejandro Massó (ca) évoque « le musée d'un collectionneur qui reflète ses goûts et les opportunités lors des ventes aux enchères ».
- Œuvres des XVe et XVIe siècles

Œuvres des
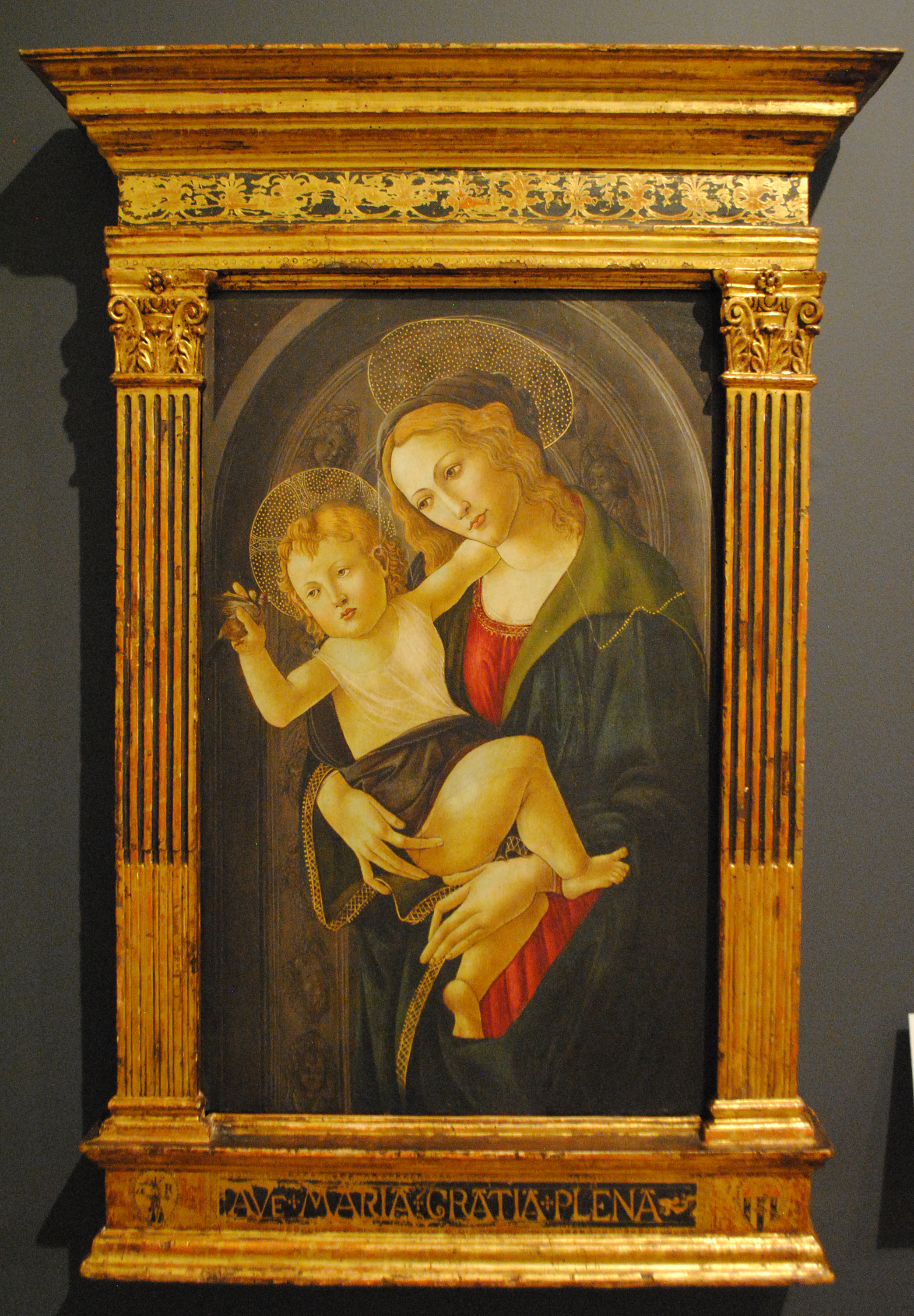
Sandro Botticelli et son atelier, La Vierge à l'Enfant dans une niche (es), 1476.
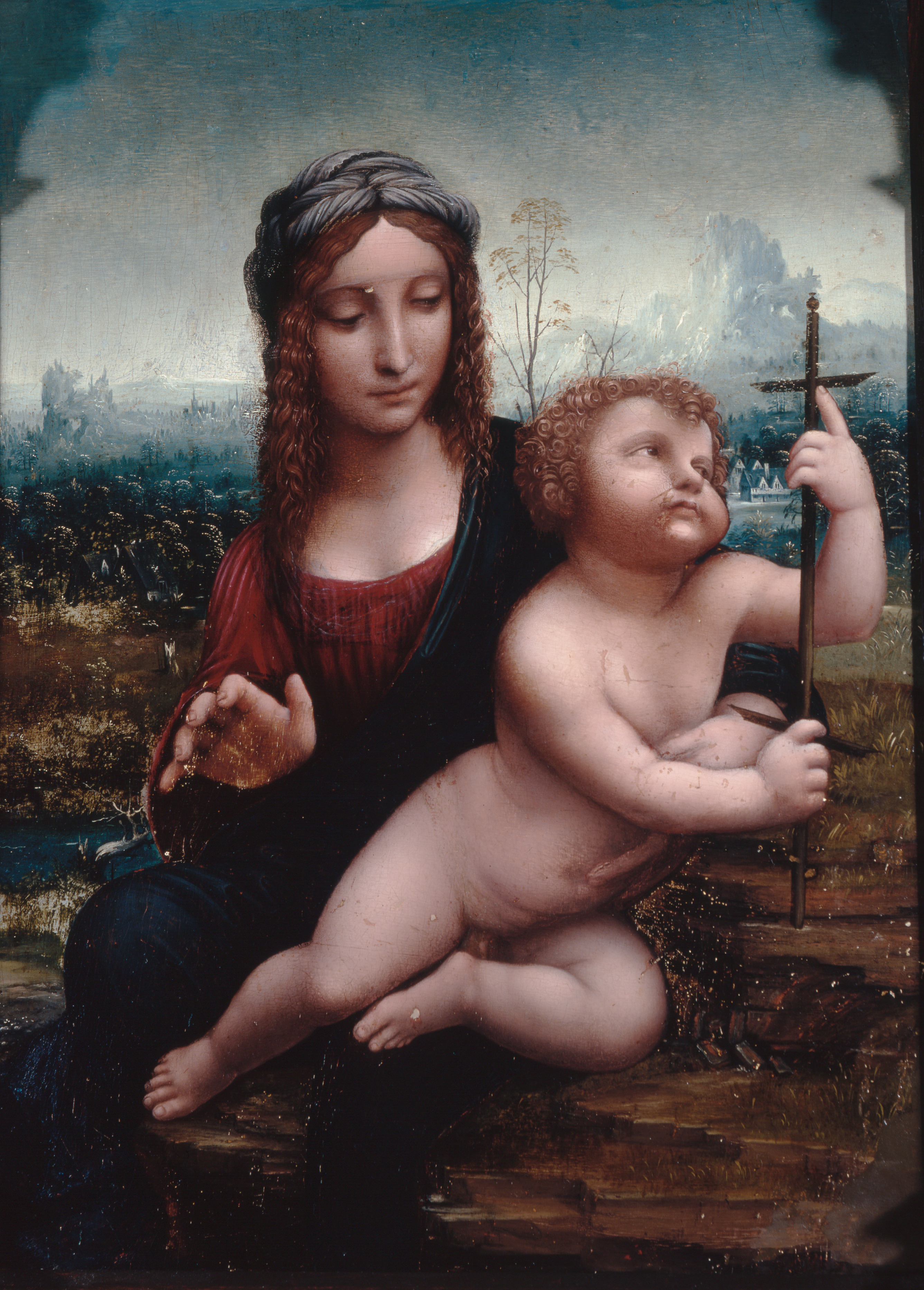
Atelier de Léonard de Vinci, La Madone aux fuseaux, vers 1501-1540.
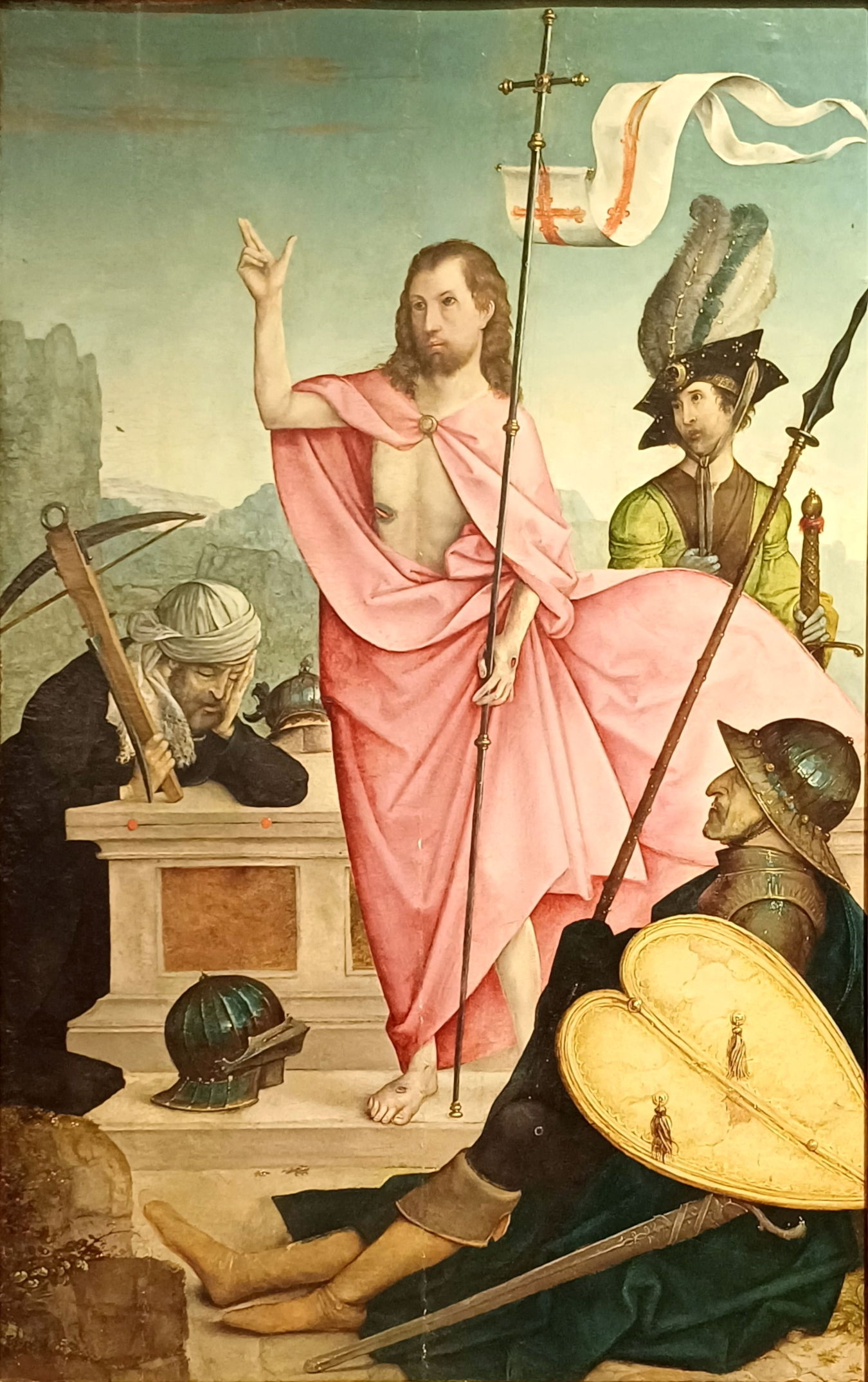
Juan de Flandes, La Résurrection du Christ (es), 1508.
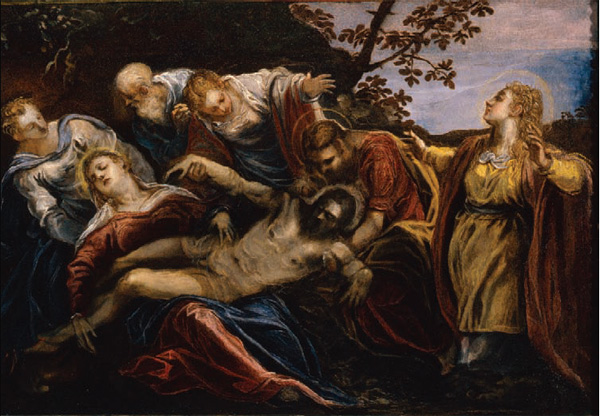
Le Tintoret, Déploration du Christ, vers 1556-1559.
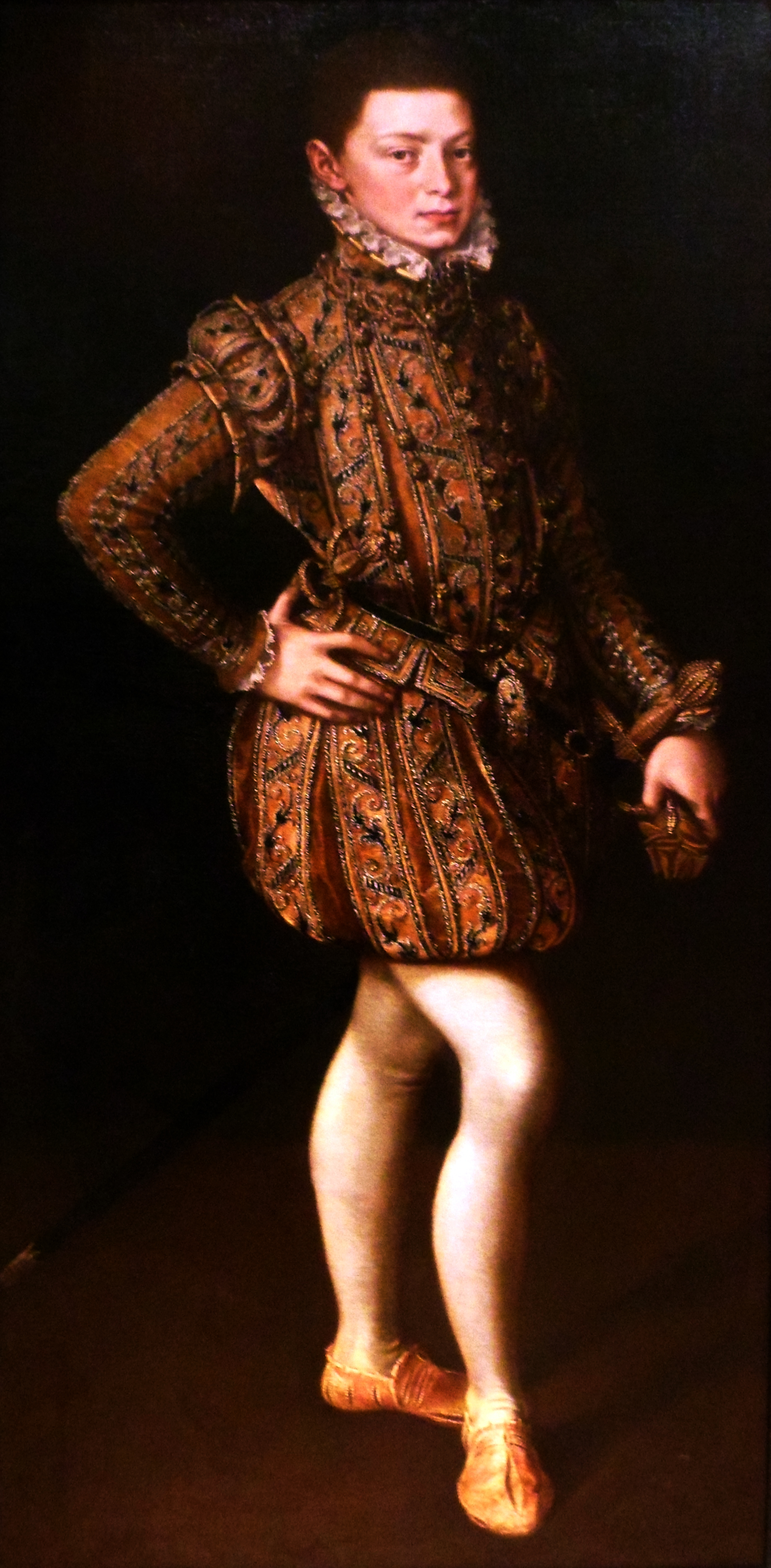
Alonso Sánchez Coello, Portrait de Don Juan d'Autriche à quatorze ans, 1560.
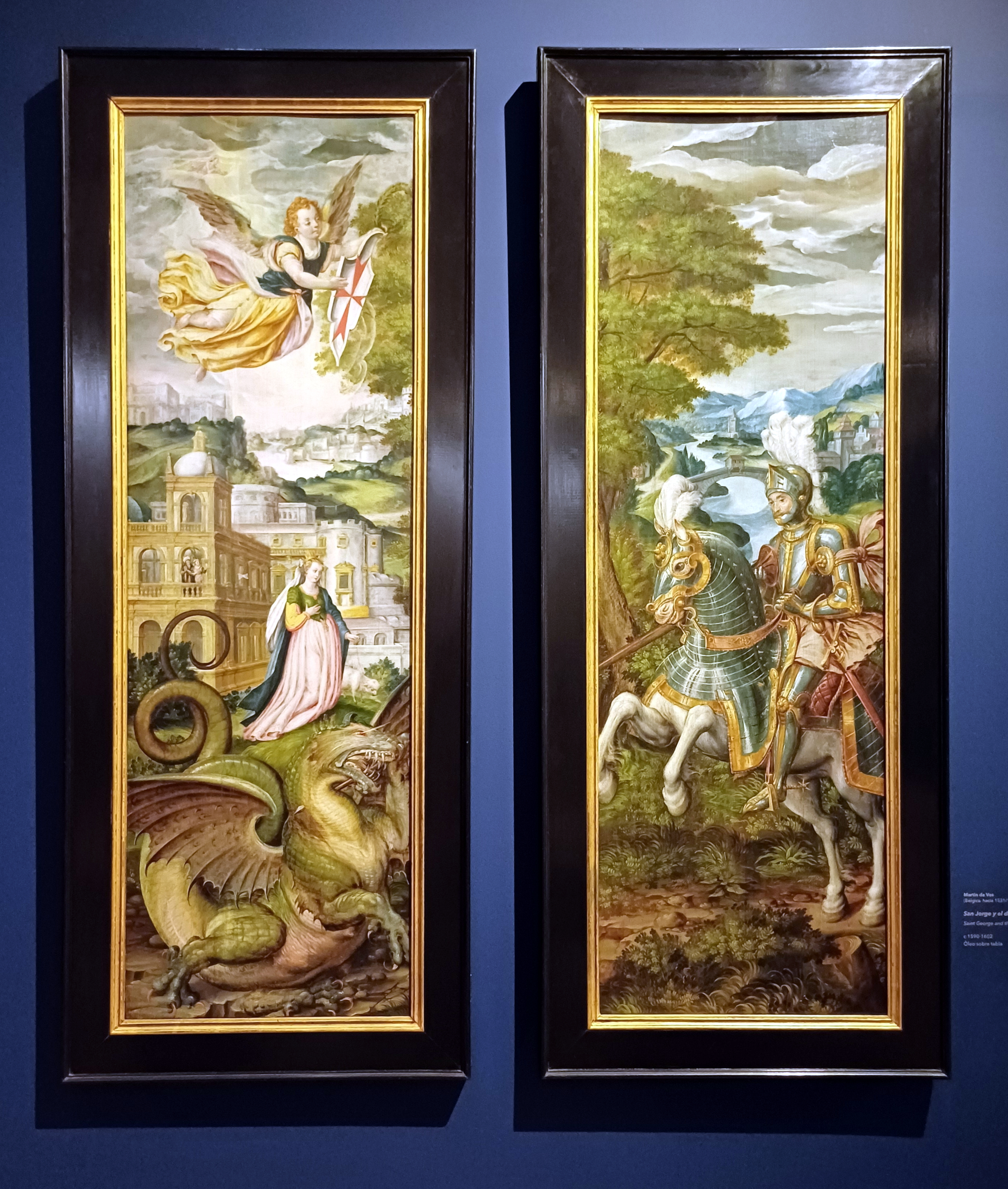
Maarten de Vos, Saint Georges et le Dragon, entre 1590 et 1603.

Peinture mexicaine
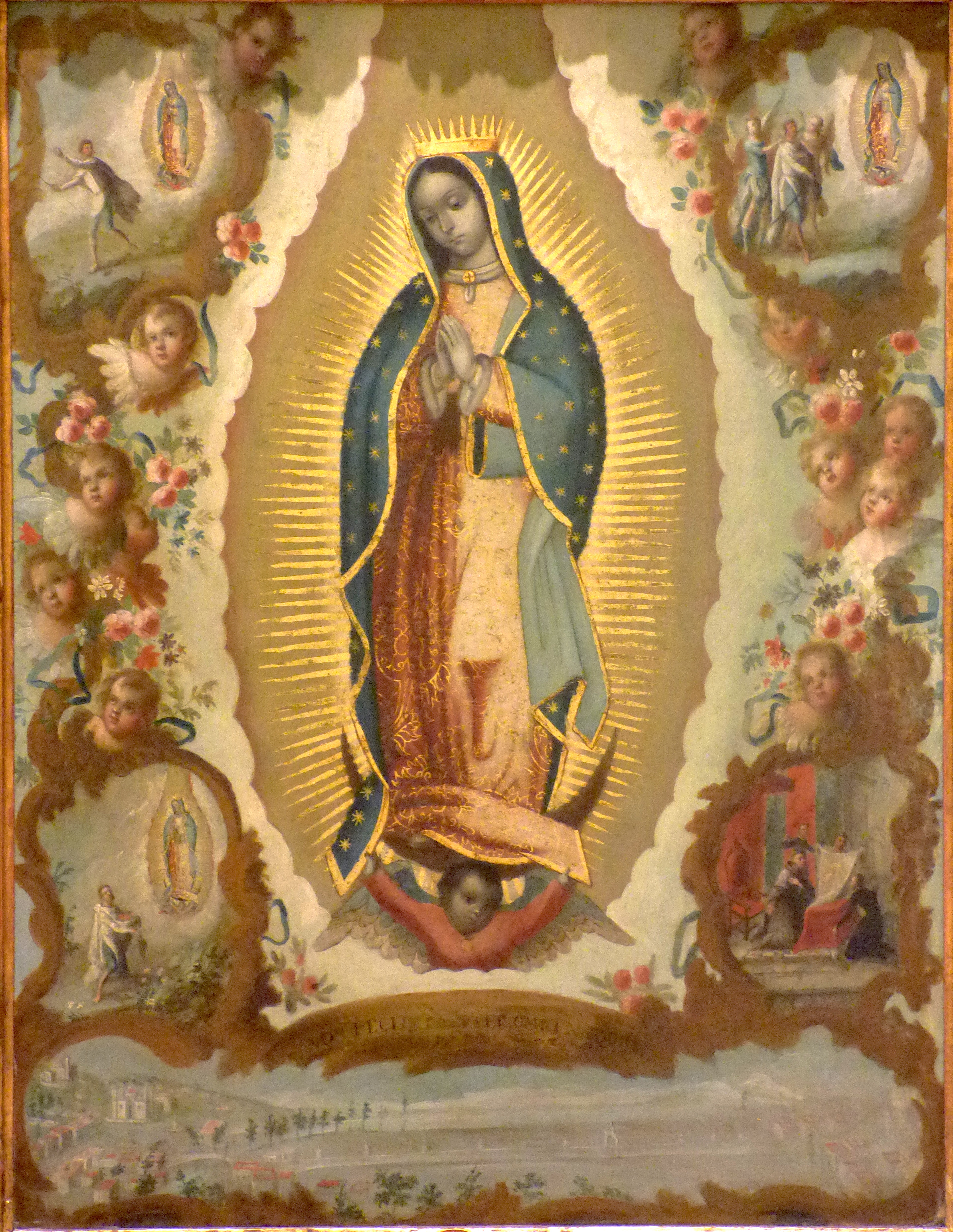
Juan de Sáenz, La Vierge de Guadalupe et les quatre apparitions (es).
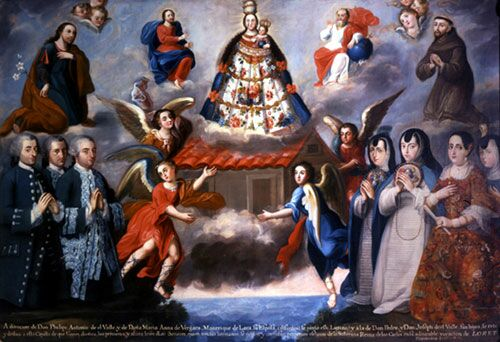
Josep Antonio de Ayala, La familia del Valle a los pies de la Virgen de Loreto (es), 1769.
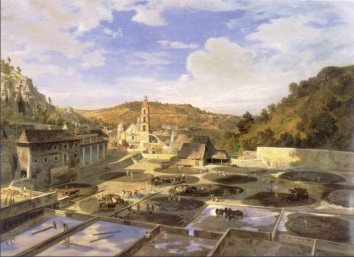
Eugenio Landesio, Patio de la Hacienda de Regla (es), 1857.
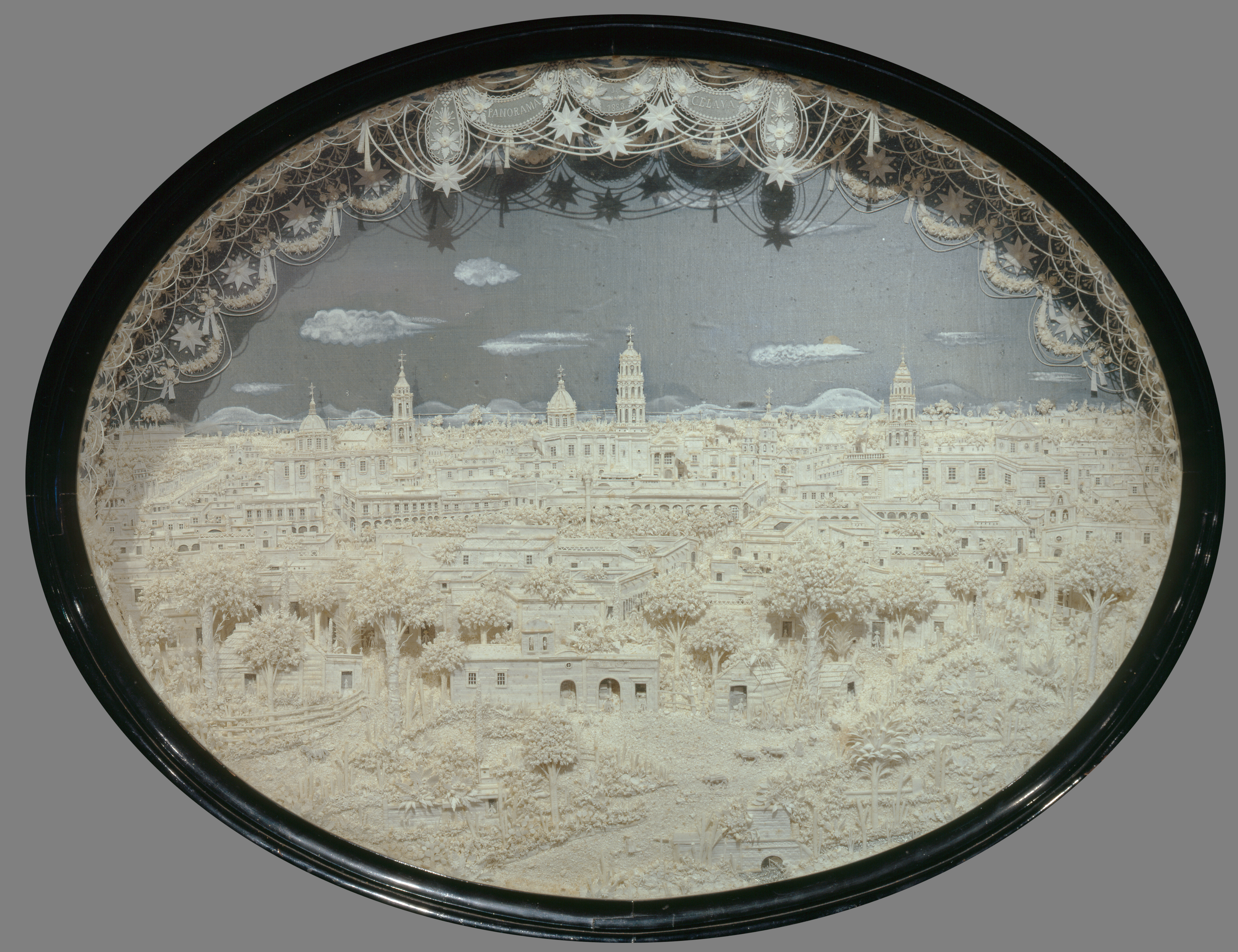
Anonyme, Panorama de la ville de Celaya (es), 1883, papier de riz.
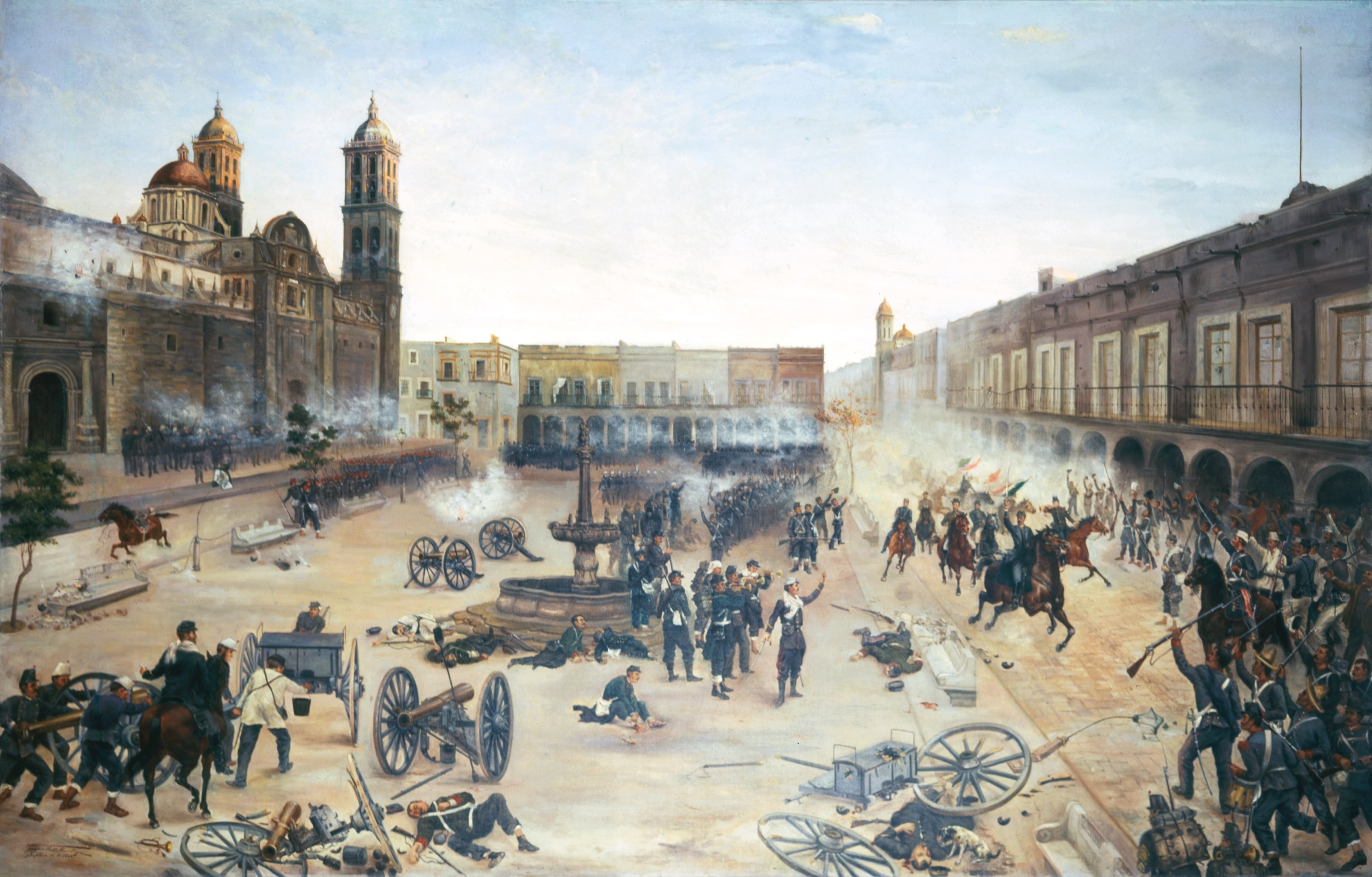
Francisco de Paula Mendoza (es), 2 avril 1867. Entrée du général Porfirio Díaz à Puebla (es), 1902.
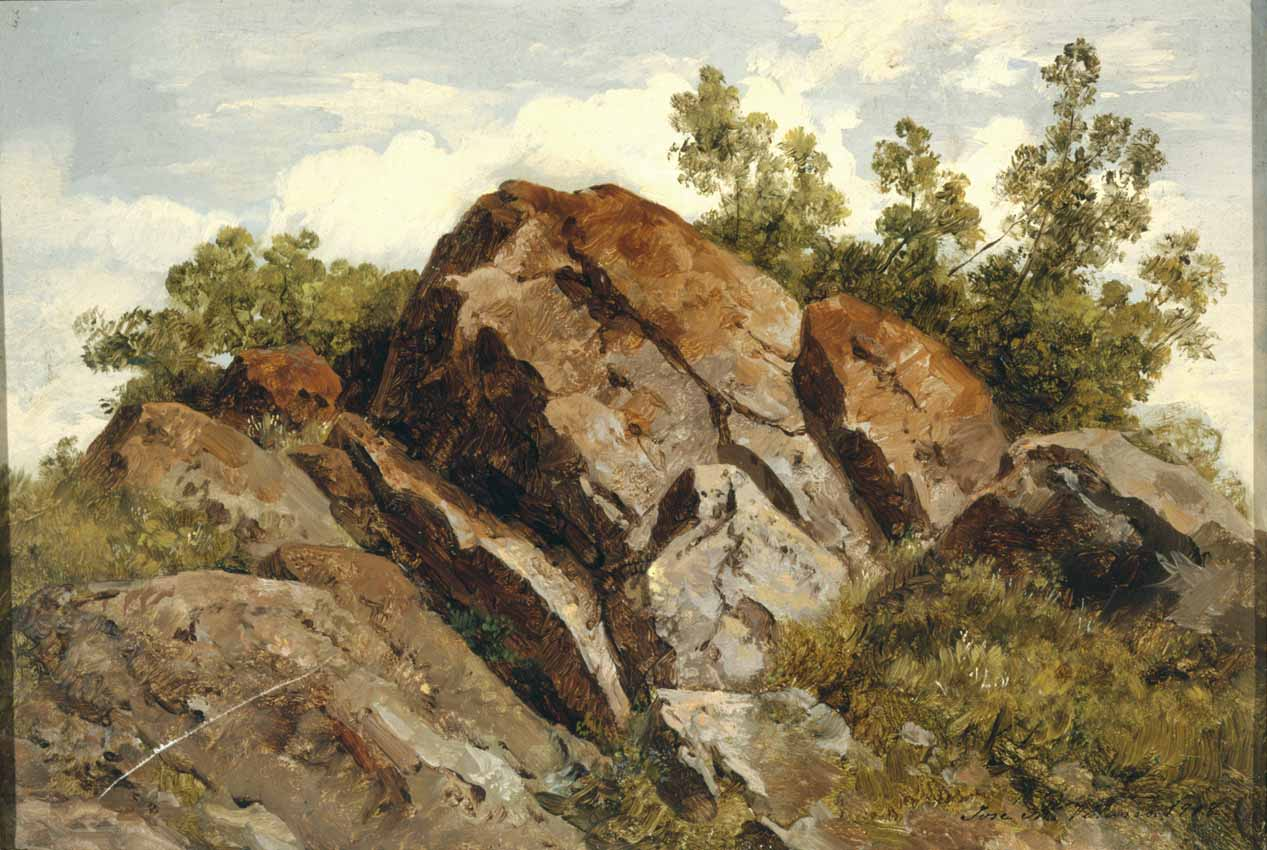
José María Velasco, Rochers, 1918.
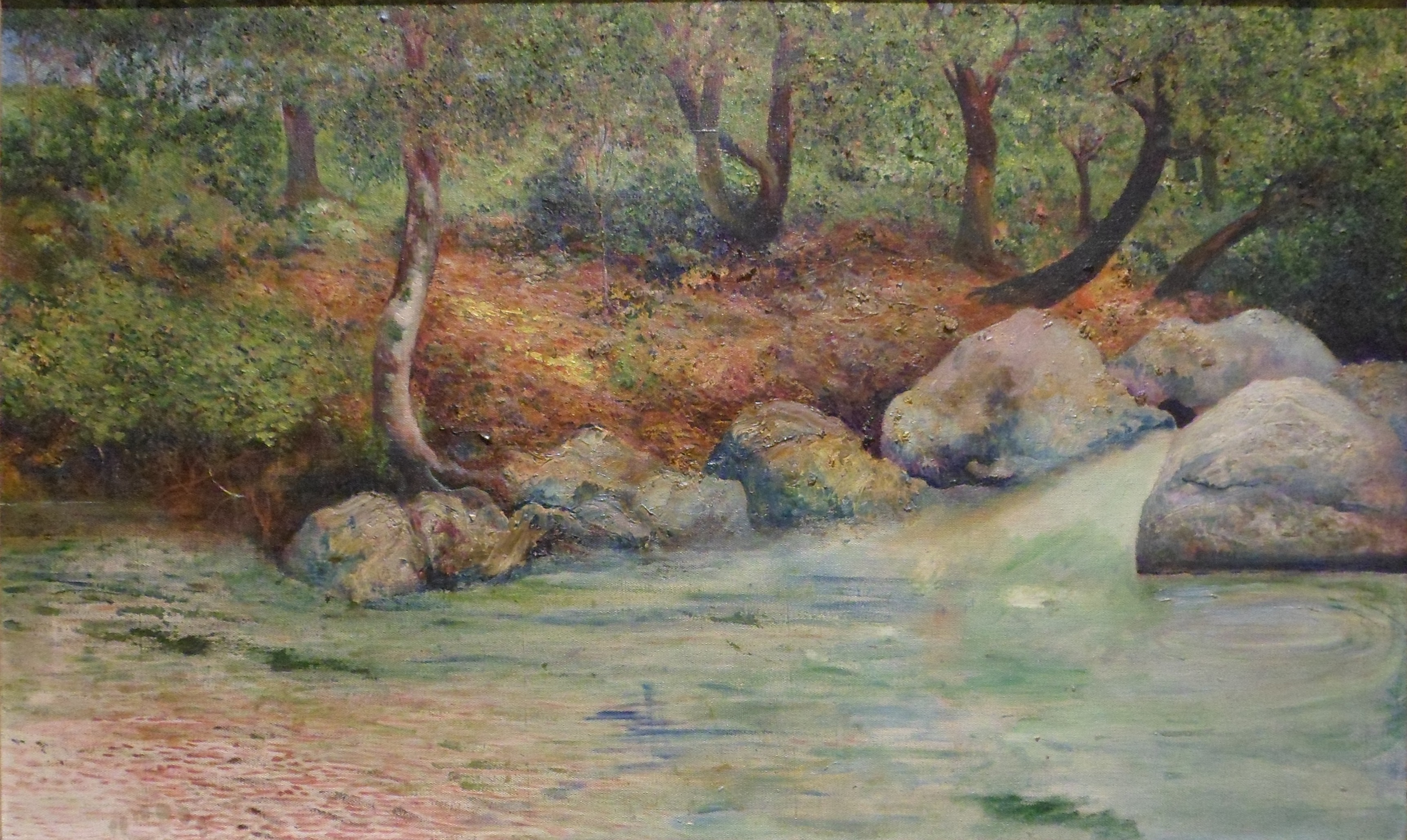
Joaquín Clausell, Paysage avec bois et rivière, 1er tiers du xxe siècle.

Peinture européenne
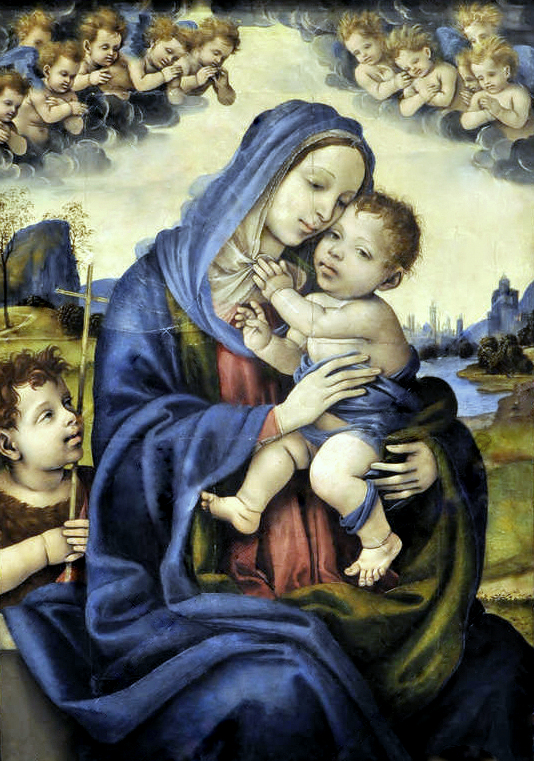
Filippino Lippi, Vierge à l'Enfant et saint Jean-Baptiste, 1502-1504.
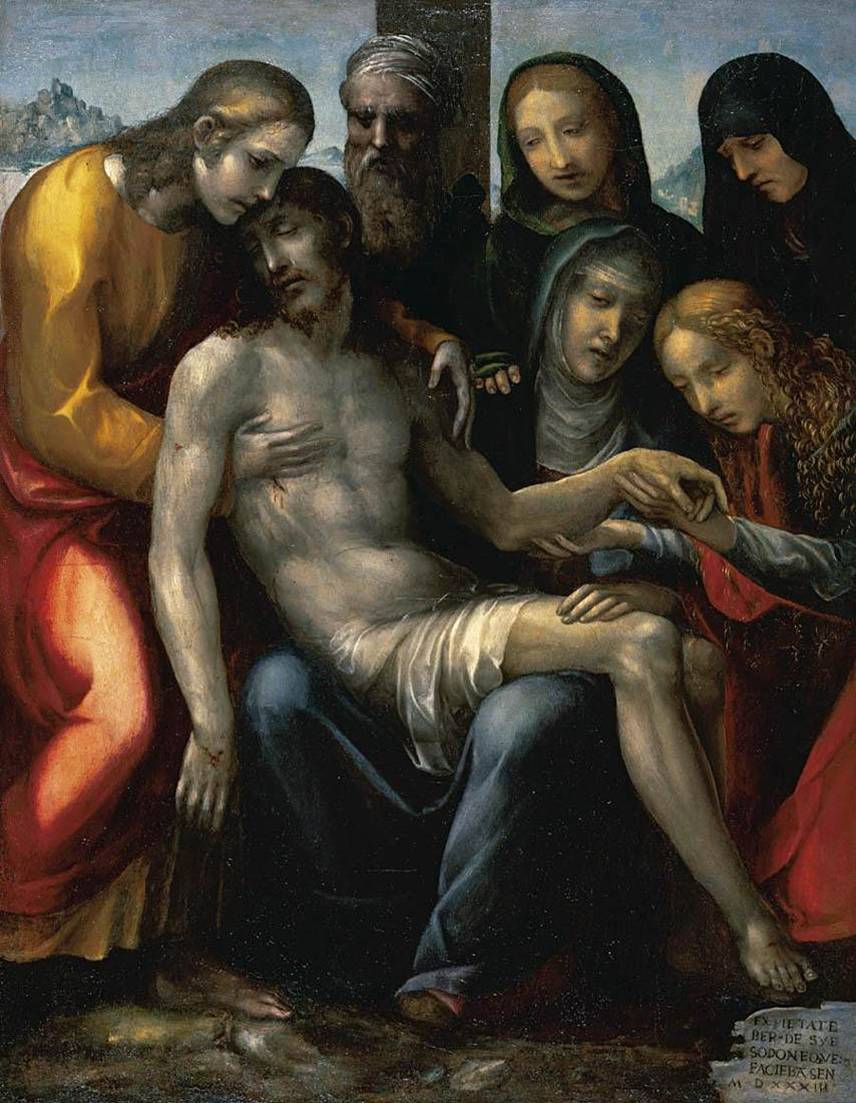
Le Sodoma, Pietà, 1533.
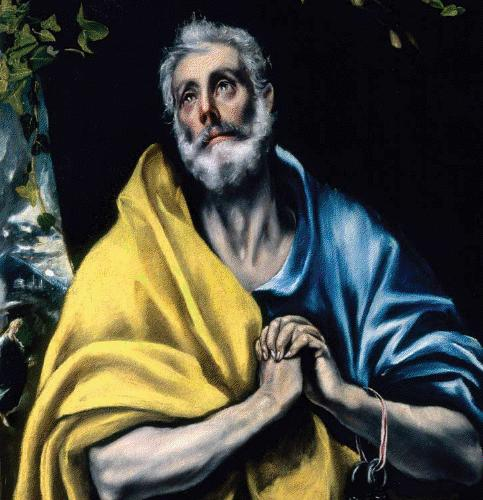
El Greco, Les Larmes de saint Pierre (en), vers 1587-1596.
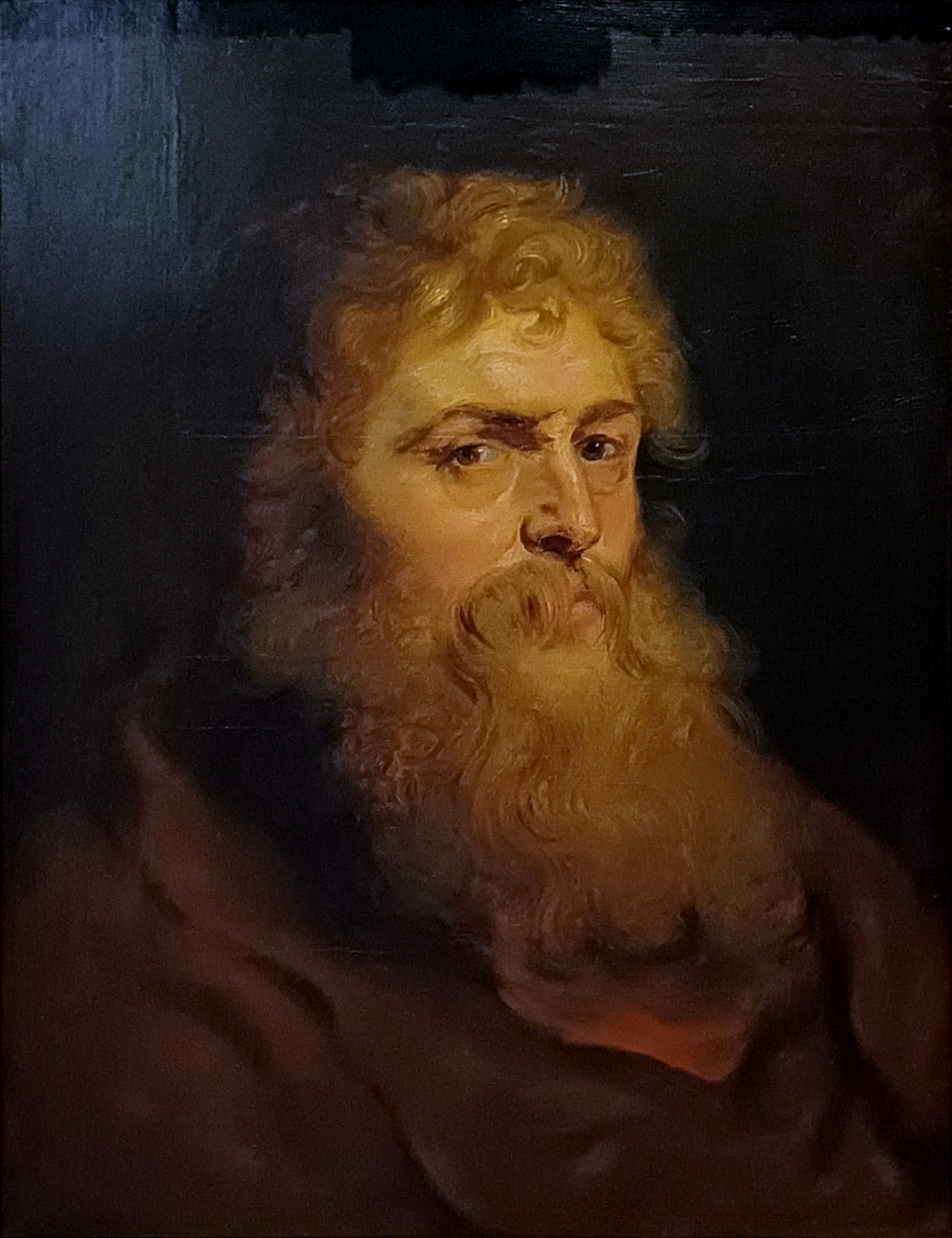
Pierre Paul Rubens, Tête d'homme barbu, 1617-1618.
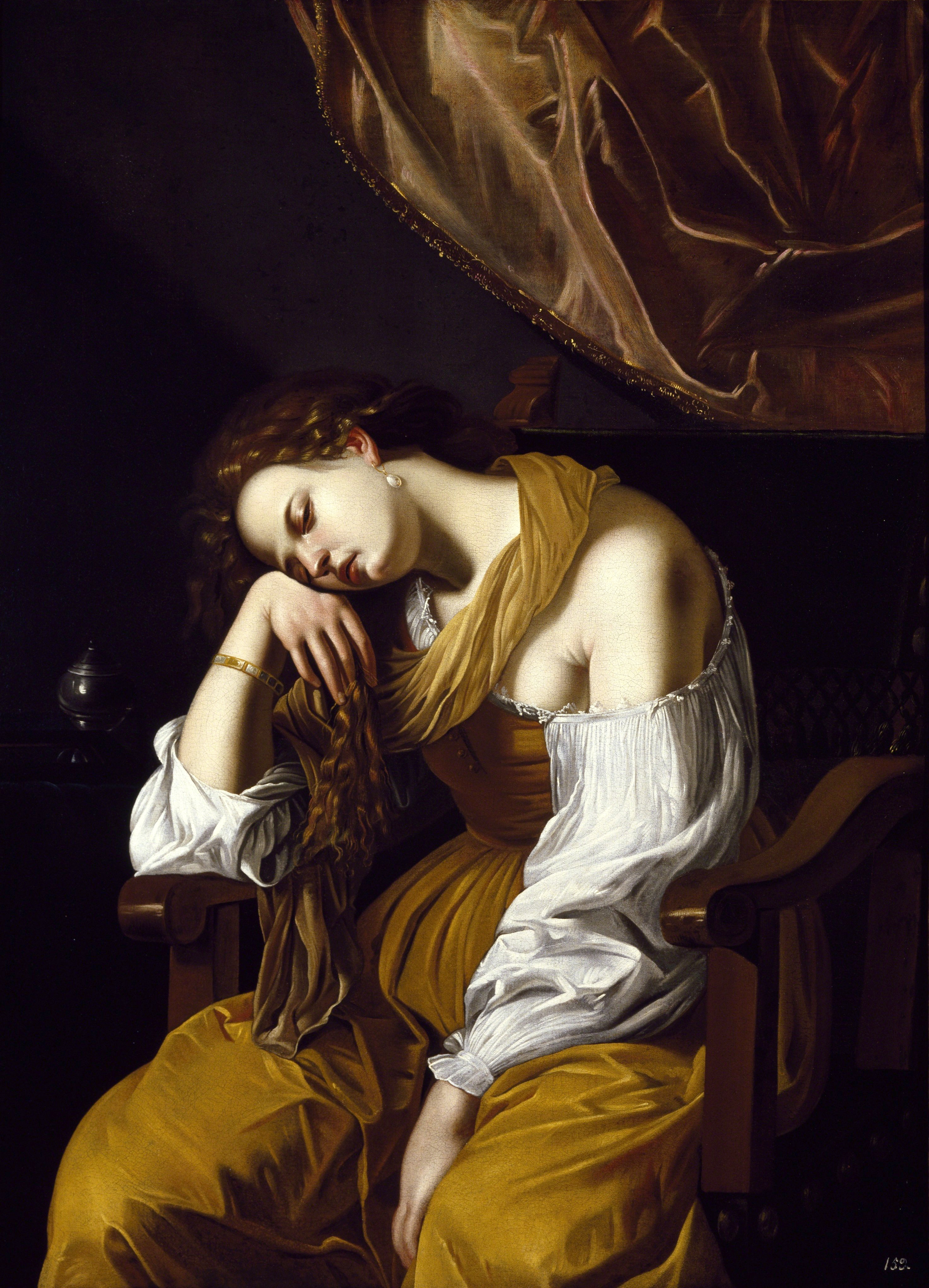
Artemisia Gentileschi, Marie-Madeleine en Mélancolie (en), entre 1622 et 1625.
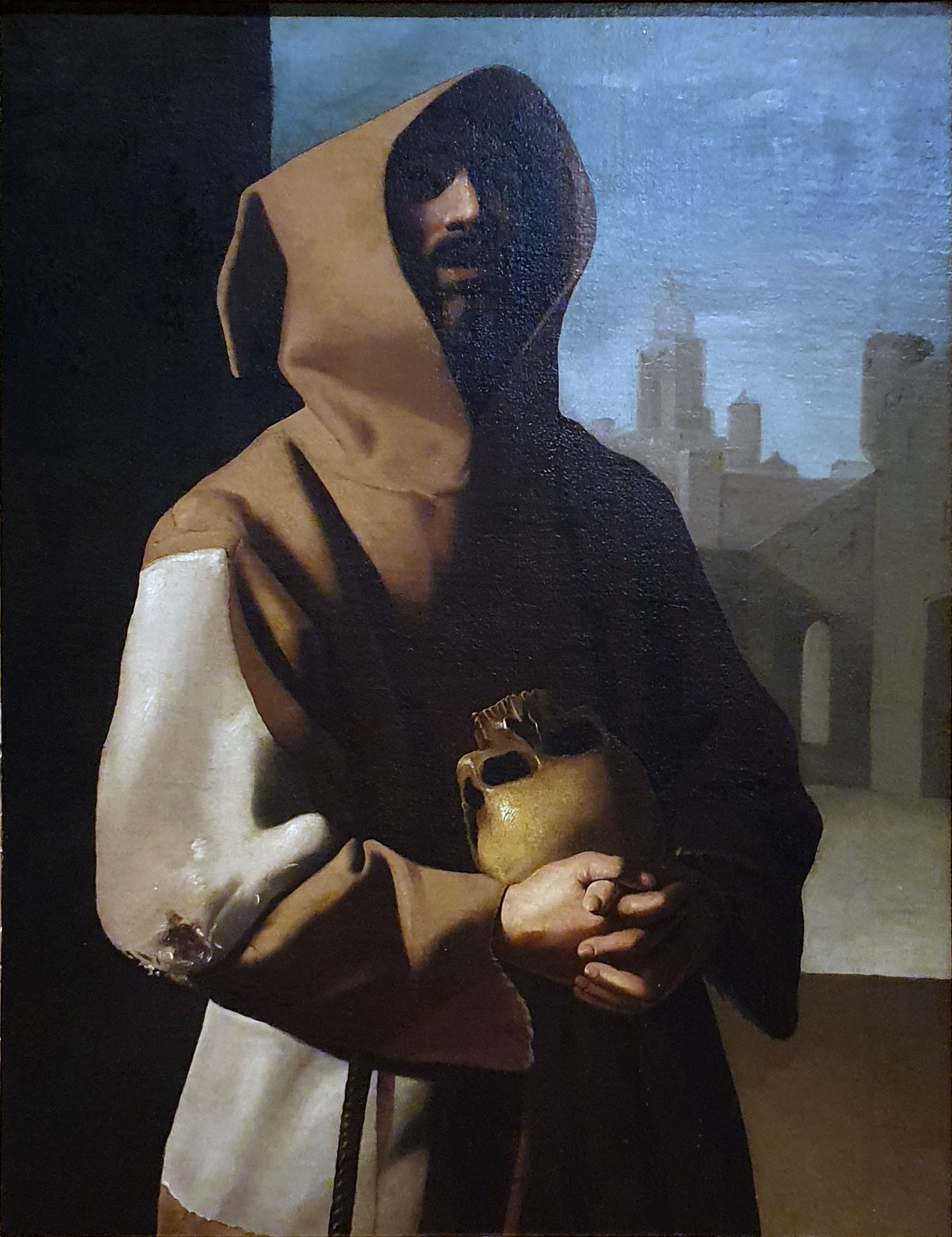
Francisco de Zurbarán, Saint François d'Assise en extase, 1635-1640.
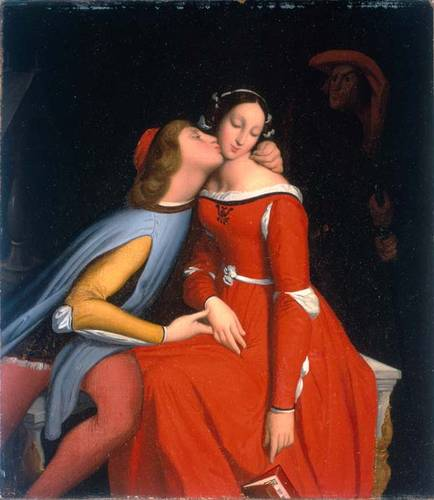
Jean-Auguste Dominique Ingres, Paolo et Francesca, vers 1850.

Peinture impressionniste
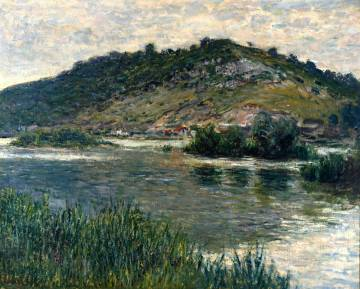
Claude Monet, Paysage à Port-Villez, 1883.
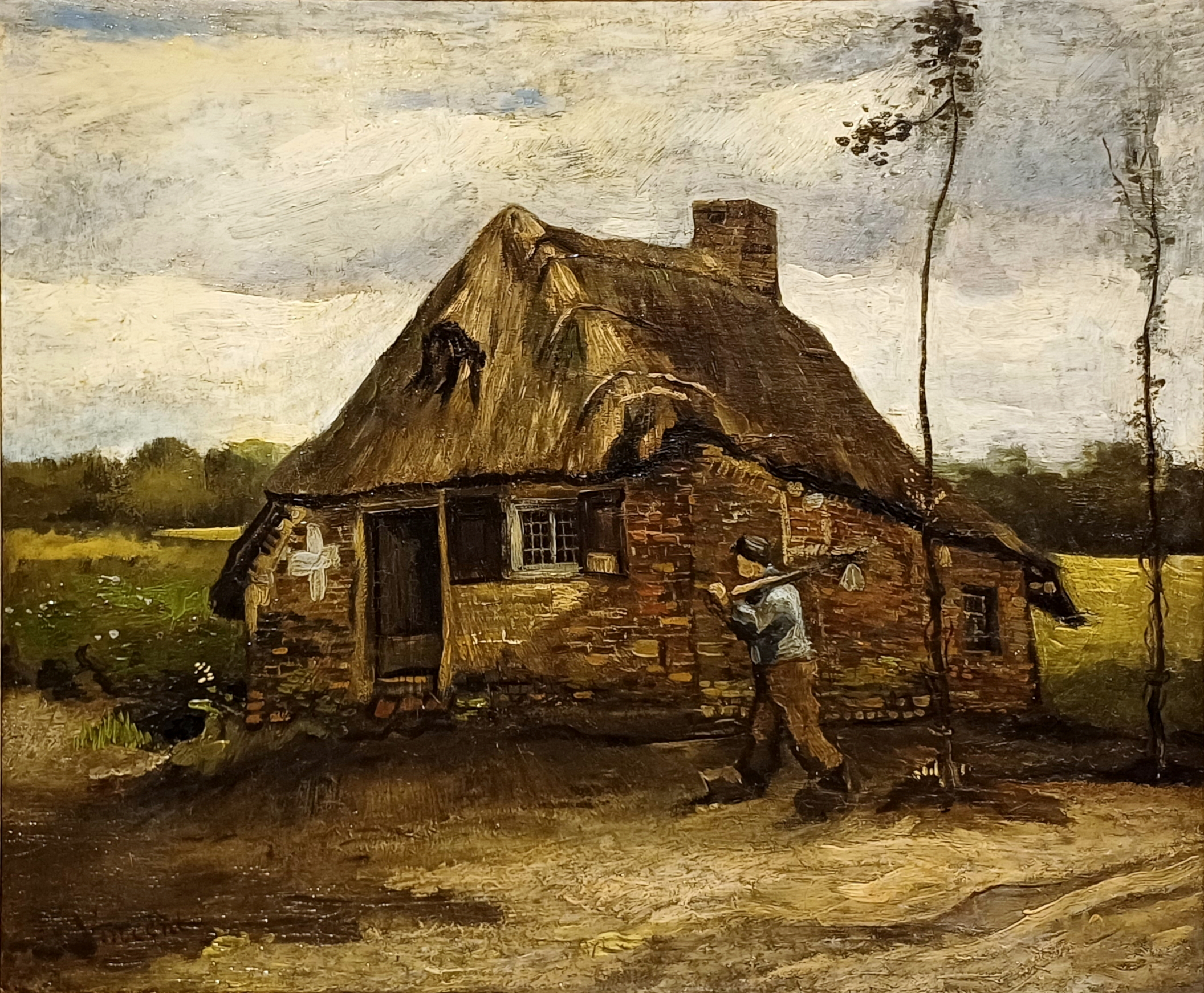
Vincent van Gogh, Cabane avec fermier rentrant chez lui (es), 1885.
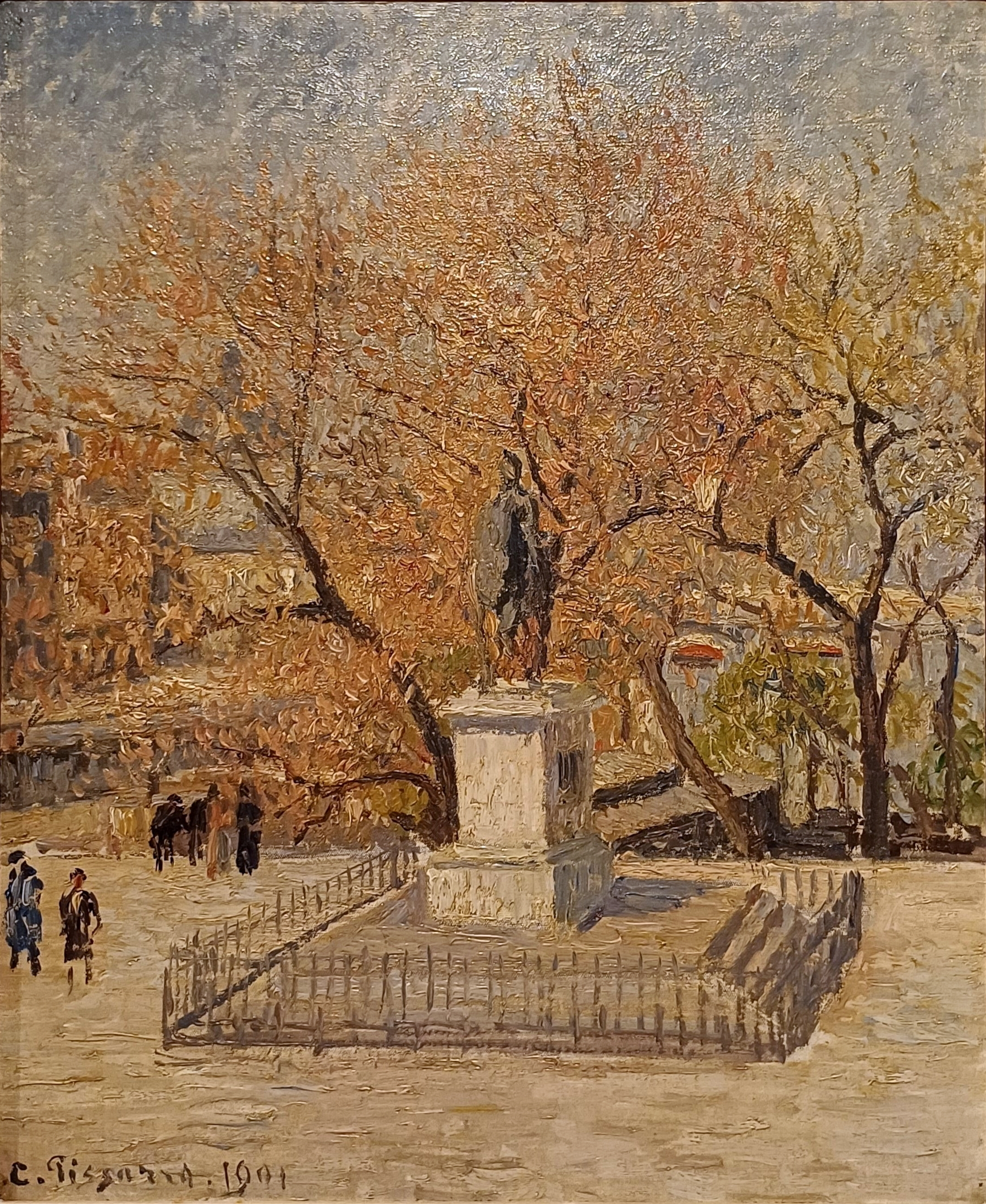
Camille Pissarro, Statue d’Henri IV, 1901.
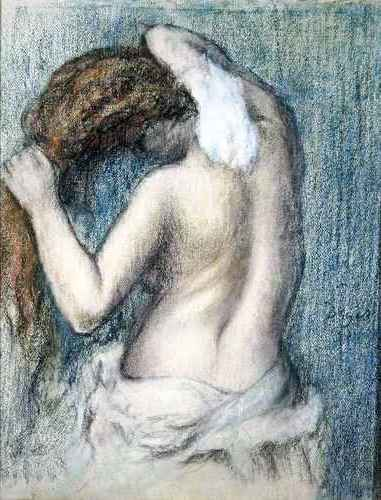
Edgar Degas, Femme se lavant, vers 1906.
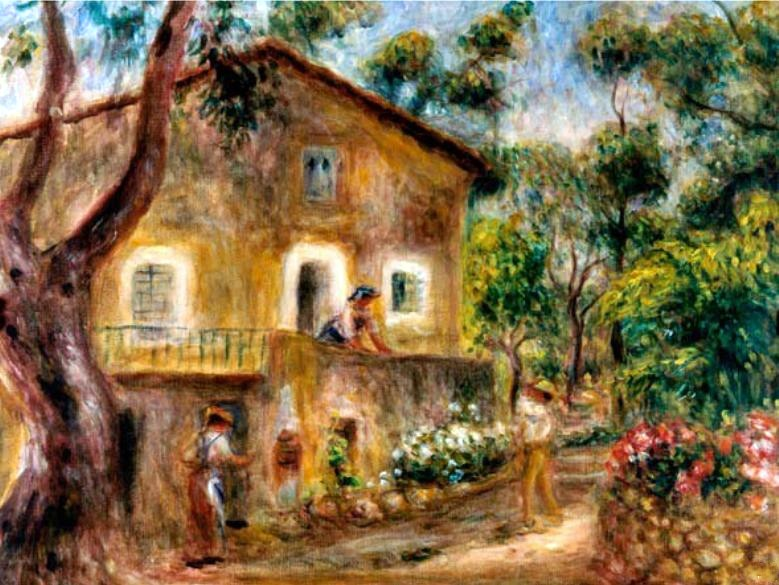
Pierre-Auguste Renoir, La Maison de Collette à Cagnes (es), 1912.
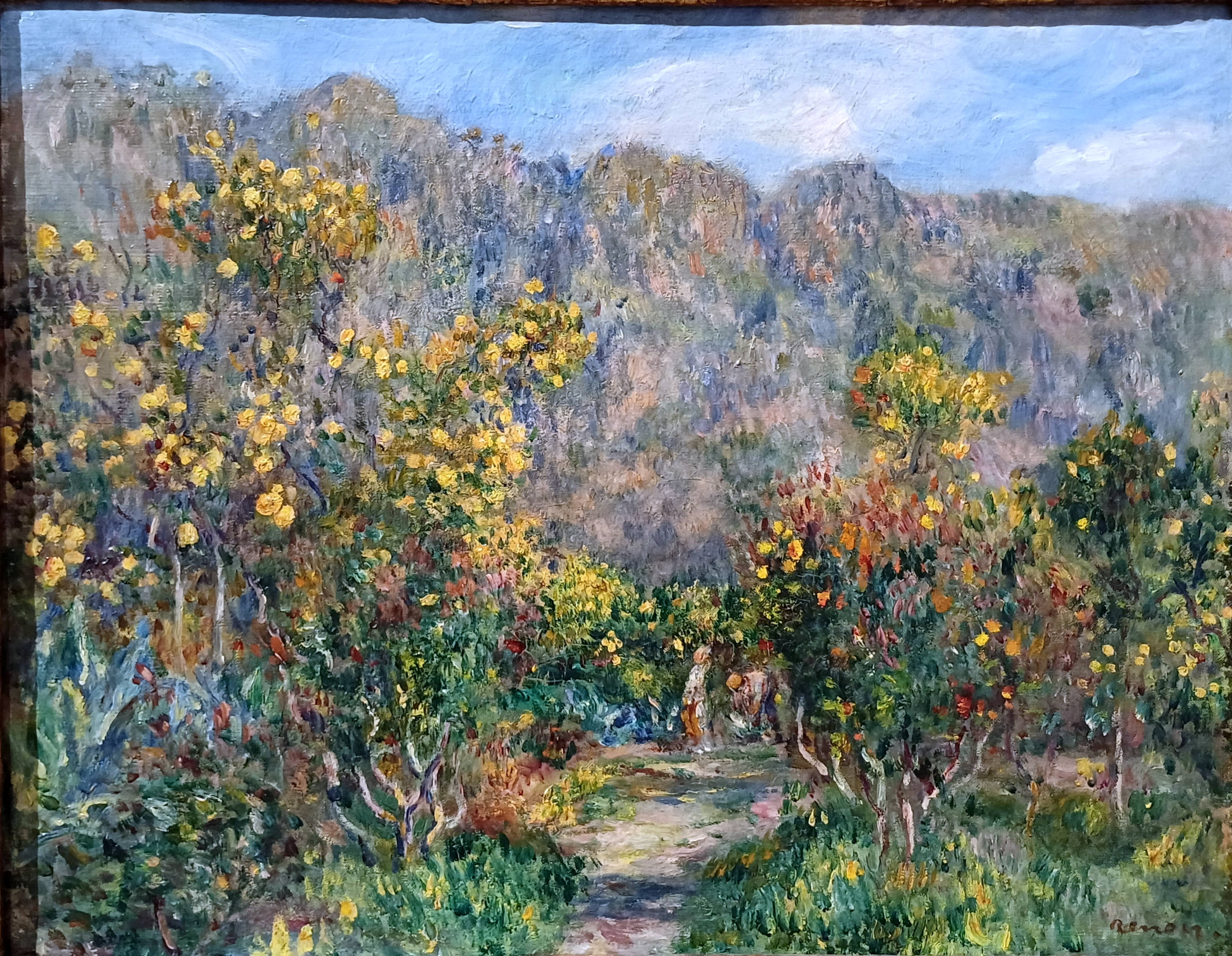
Pierre-Auguste Renoir, Paysage avec mimosas, 1912.

Sculptures d'Auguste Rodin
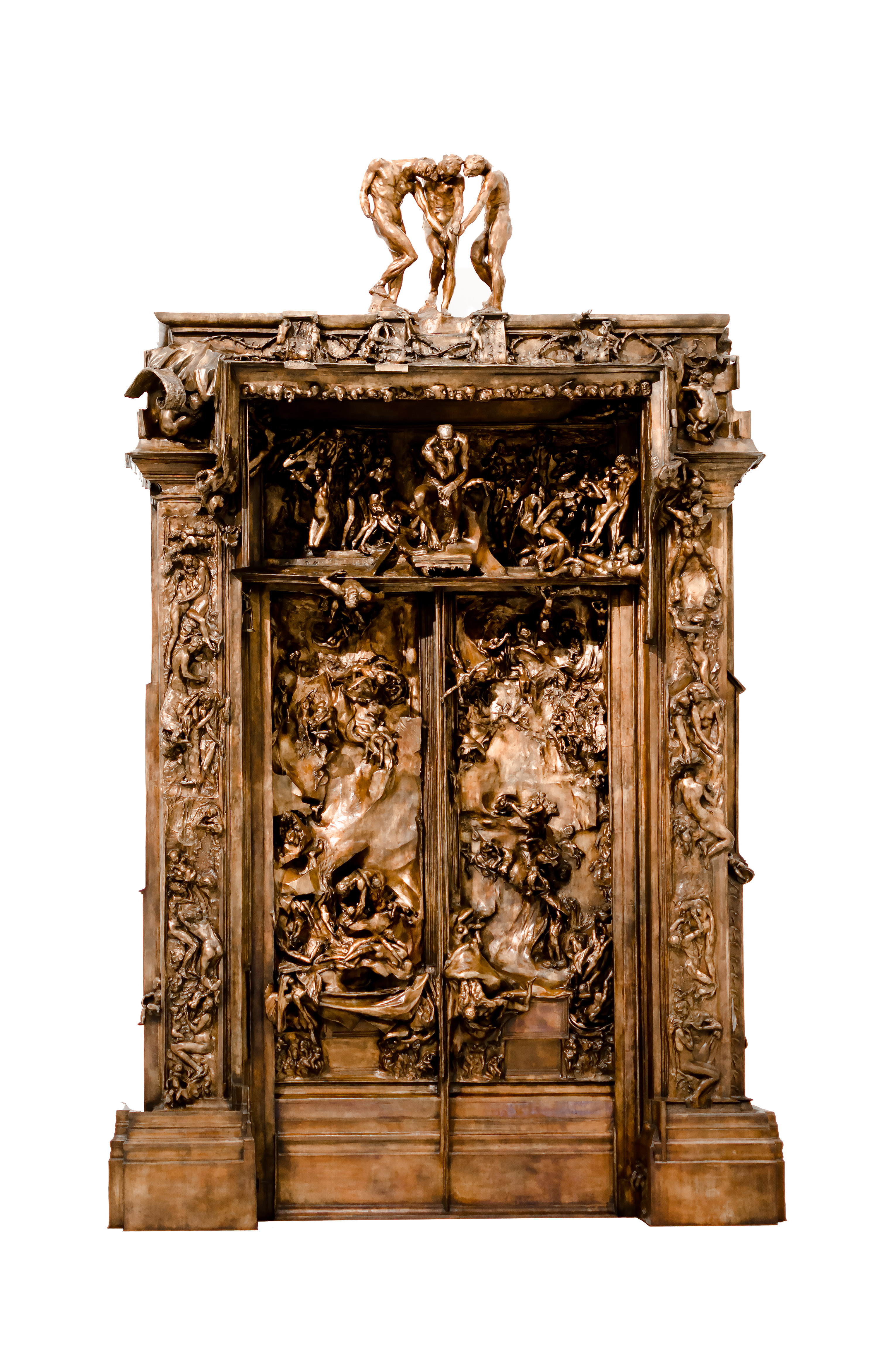
La Porte de l'Enfer, entre 1880 et 1917.
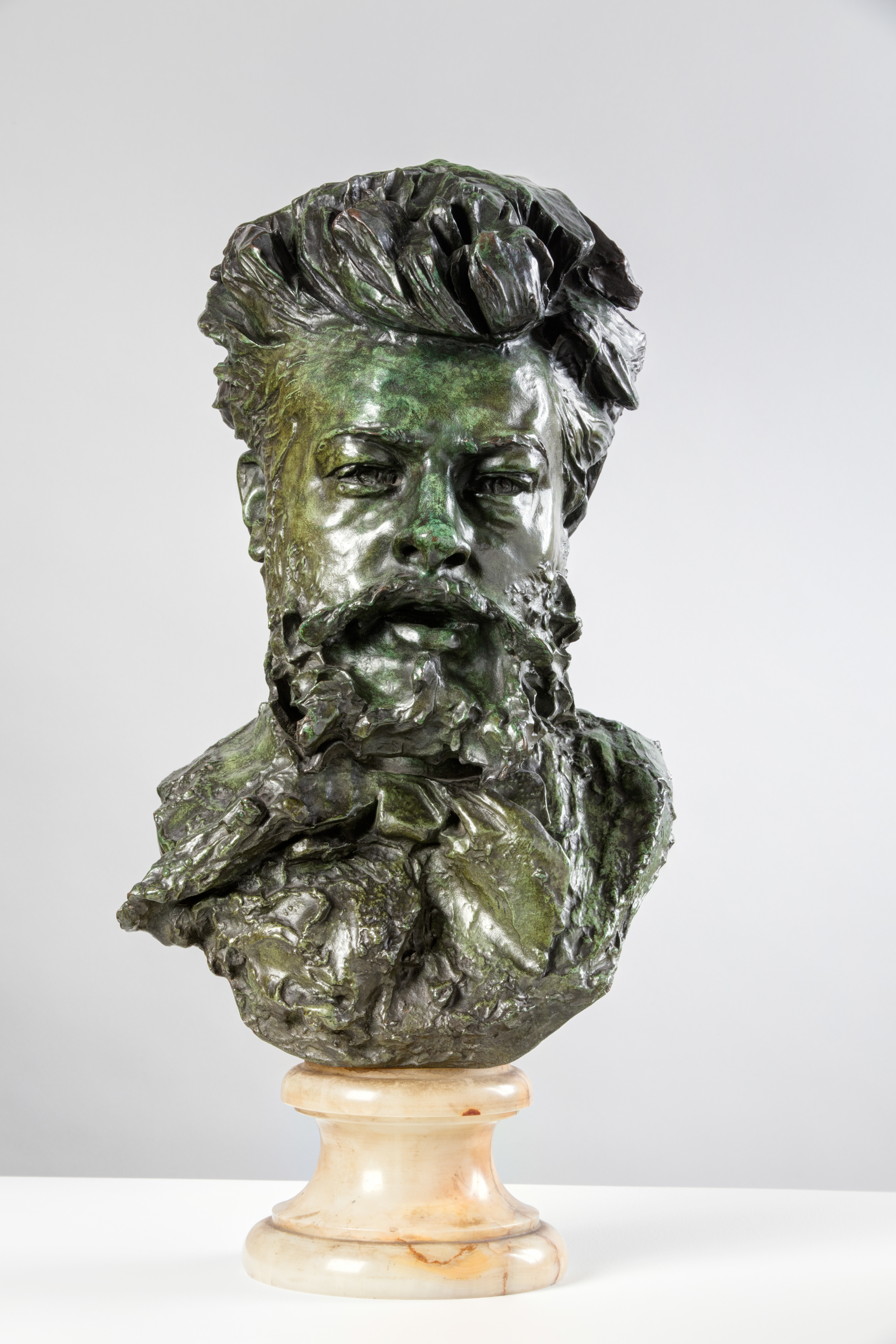
Buste de Maurice Haquette, 1883.
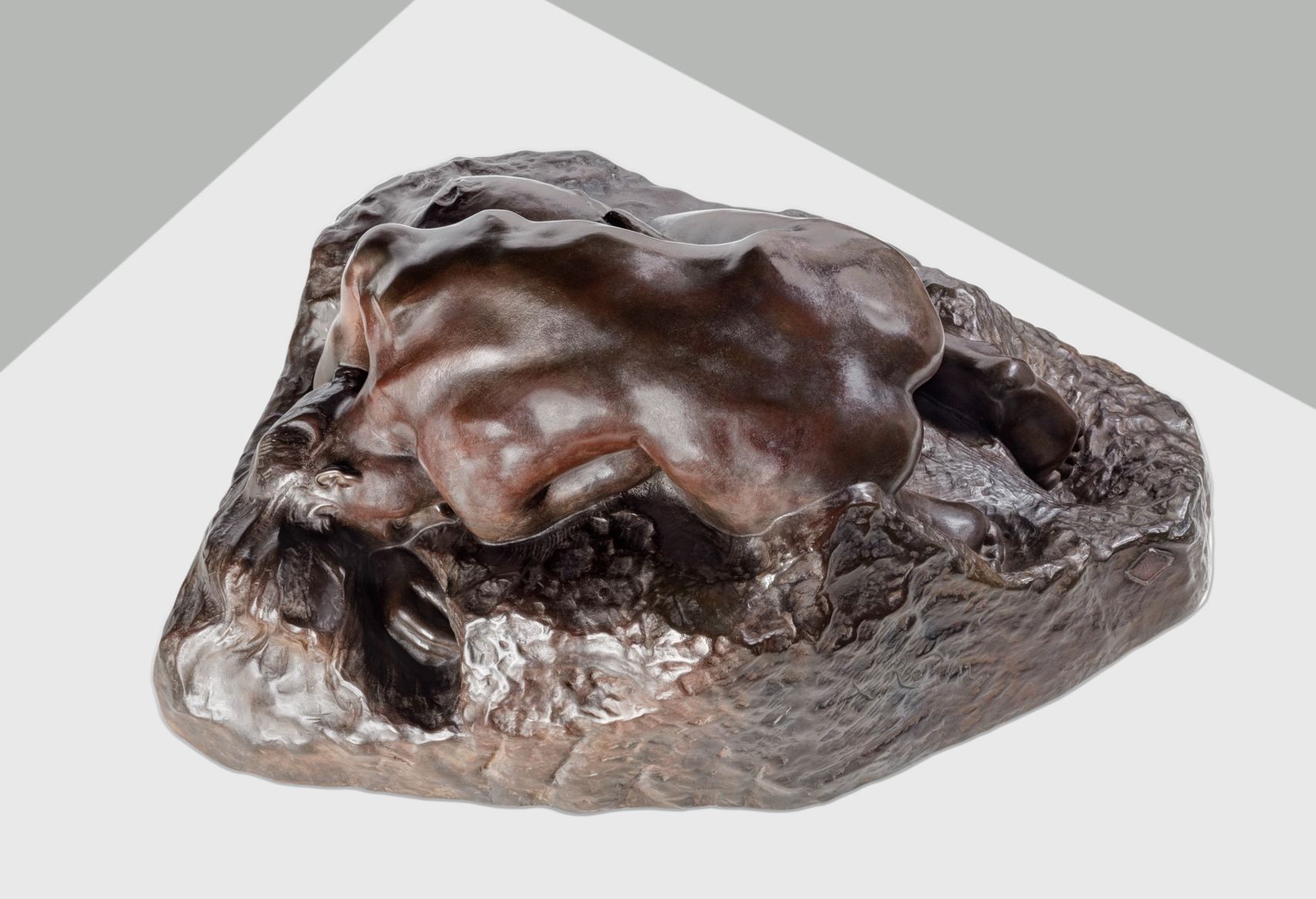
La Danaïde, vers 1885-1888.
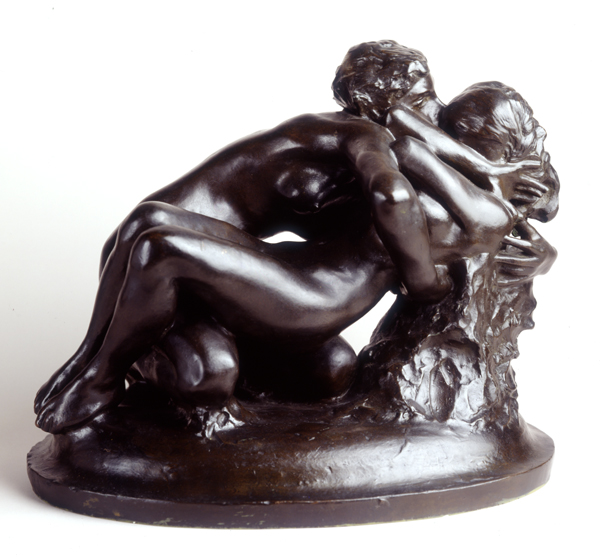
Les Métamorphoses d'Ovide, entre 1886 et 1889.
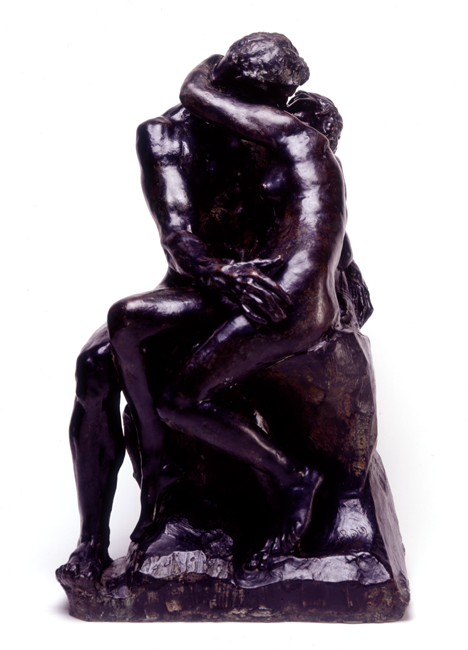
Le Baiser, 1889.